# De stem van marteling
De stem van marteling is een Friese sage en is opgetekend in Friesche sagen van Theun de Vries.

## Het verhaal
Een Amelander visser loopt over het strand naar huis en kijkt opeens om, maar ziet niks. Hij kijkt een tweede maal om, maar ziet niks en begint te lachen. Hij hoort een vreemd-korte klank waar hij bang van wordt en hij loopt steeds sneller. Hij vraagt zich af waar hij is en de angst slaat hem om het hart. Alles is stil, er staat iets te gebeuren achter hem. Hij wist zeker dat het zo is, maar hij ziet niks. Er komt een hoge vreemde schreistem en dit moet op zee zijn. Hij zoekt zijn huis en als de stem een schaduw had zou hij voor hem vallen. Er is alleen de Stem en deze zegt dat hij de zielen zal meeslepen door de zee zoals zijn dode lichaam ooit is meegesleept. Elk duister zal de Stem terugkeren en de visser stopt zijn vingers in zijn oren, maar moet luisteren. Hij hoort dan het plonsen van twee mannen die een zware last naar de overzijde slepen.
De visser herinnert zich dat zijn vader heeft verteld over twee Amelanders die een rijke vreemdeling hebben vermoord en hem een eind in de zee gesleept hebben.